# Włóki-Piaski
Włóki-Piaski – historyczna część miasta Sierpca, położona w pobliżu Sierpienicy, na wschód od centrum miasta. Do 1923 samodzielna miejscowość.

## Historia
Włóki-Piaski to dawniej wieś pofolwarczna. Do 1923 należała do gminy Borkowo w powiecie sierpeckim, początkowo w guberni płockiej, a od 1919 w woj. warszawskim. 
Liczba mieszkańców pod koniec XIX wieku wynosiła 203, zamieszkujących 18 domów na 345 morgach obszaru. Do Włók-Piasków należał folwark o nazwie Włóki-Piaski B, zajmujący 184 mórg obszaru (20 mórg łąk, 160 mórg nieużytków i 4 morgi zabudowane).
1 kwietnia 1923 Włóki-Piaski włączono do Sierpca.